# Chiesa del Santissimo Salvatore (Almenno San Salvatore)
La chiesa del Santissimo Salvatore è il principale luogo di culto cattolico di Almenno San Salvatore, in provincia e diocesi di Bergamo;  e fa parte del vicariato di Almenno-Ponteranica-Villa d'Almè., elevata a parrocchia già dal X secolo.

## Storia
Il 9 aprile 975 un atto testamentario cita la «ecclesia Sancte Dei genetricis Marie et Domini Salvatoris», chiesa pievana sul territorio di Almenno San Salvatore, località Madonna del Castello. Forse una piccola cappella era presenta già in epoca longobarda nel VII secolo.

La chiesa ebbe da subito il privilegio di amministrare il sacramento del battesimo nonché la custodia dell'eucarestia, grazie alla presenza di otto canonici che formavano il capitolo di San Salvatore, veniva infatti citata nel 1260 nella lista delle chiese di Bergamo sottoposte a un censo imposto dalla Santa Sede, come canonica ecclesia. 

Un canonico della chiesa fu presente nel sinodo del 1304 indetto dal vescovo Giovanni da Scanzo indicato come "canonicus ecclesie Sancti Salvatoris de Lemene", e nel 1360 nel nota ecclesiarum ordinato da Bernabò Visconti per stabilire i tributi che le chiese dovevano ai signori di Milano e alla chiesa di Roma.
La parrocchiale gestiva un ampio territorio che nel XIII secolo, con la formazione di ulteriori luoghi di culto, fu smembrato e si affermò solo per le località di Almenno San Bartolomeo, San Salvatore e Clanezzo, con la conseguente crisi e abbandono di alcuni canonici che mal sopportavano la vita comunitaria e le misere condizioni economiche. Il Quattrocento il territorio fu devastato e causa delle lotte interne tra le famiglie guelfe e ghibelline, la chiesa non fu danneggiata ma ulteriormente divisa nei suoi territori, creando un ulteriore disfacimento del capitolo, restando un solo canonico ad amministrare la parrocchia.
Gli atti della visita pastorale dell'8 ottobre 1576 dell'arcivescovo di Milano san Carlo Borromeo citano la chiesa del Santissimo Salvatore come «ecclesia preposituralis simul et curata».
L'edificio fu intitolata dal vescovo Lorenzo Gabreli nel 1502 al Santissimo Salvatore e oggetto di una completa ricostruzione dal 1699. L'edificio di culto fu consacrato il 31 maggio 1735 dal vescovo Antonio Redetti. Il 1733 vide la ricostruzione completa della facciata in ceppo gentile di Brembate. La relazione della visita pastorale del vescovo di Bergamo Giovanni Paolo Dolfin, indica che la chiesa era sede parrocchiale e vi erano varie confraternite che godevano del giuspatronato delle diverse cappelle. L'altare maggiore era gestito dalla scuola del santissimo Sacramento, poi la confraternita della Maria Addolorata l'altare intitolato alla Vergine addolorata, vi erano poi quella del santissimo Rosario e della Dottrina cristiana. Ognuna di questa eleggeva i sindaci che le amministravano.
Alla fine dal XIX secolo vi fu un importante lavoro di manutenzione e mantenimento delle decorazioni interne. L'altare maggiore in marmo fu posto nel 1934. Nella seconda metà del Novecento, su progetto di Luigi Angelini la chiesa fu nuovamente ristrutturata e ammodernata. Successivamente fu rifatta la pavimentazione del sagrato e il restauro della facciata.

## Descrizione

### Esterno
La chiesa è posta nel centro storico cittadino ed è preceduta da un ampio sagrato in ciottolato. La facciata intonacata, è tripartita da lesene e controlesene complete di alta zoccolatura e capitelli dorici, atte a reggere il fregio e il corrispondente cornicione che divide la facciata in due ordini, terminanti con il timpano triangolare. La facciata è completata da statue.
La prima sezione presenta un piccolo pronao in pieta arenaria che anticipa il portale d'ingresso. Questo è completo di colonne a tutto tondo coronate da capitelli corinzi che sorreggono il timpano curvilineo completo di tre statue che rappresentano due angeli e il Salvatore. Due statue raffiguranti l'arcangelo San Michele e l'angelo custode sono posizionate ai lati del portale.
Il primo settore conserva due ulteriori statue, santi Pietro e Paolo, mentre nella sezione superiore si apre centralmente la grande finestra con contorno in pietra terminante con un cartiglio, e lateralmente le statue di san Giovanni Battista e di Mosè. La facciata termina con il timpano triangolare completo di due statue di angeli e una croce ferrea.

### Interno
L'interno a pianta rettangolare e a unica navata di sviluppa su cinque campate divise da lesene atte a sorreggere il cornicione da dove parte la volta a botte. 
La prima campata presenta a destra la grande statua di Cristo, e a sinistra il fonte battesimale. Gli altri altari sono dedicati alla Madonna, san Cristoforo, e sant'Antonio di Padova, e alla Madonna del Santissimo Rosario. Vi è inoltre la cappella della Madonna Immacolata.
La zona presbiteriale, a pianta rettangolare, è rialzata da cinque gradini e termina con il coro ligneo nella zona dell'abside con copertura a catino. La chiesa conserva la tela Sant'Antonio di Padova opera di Giuseppe Riva, e la statua lignea opera di Andrea Fantoni. Al centro del coro absidato vi era la tela della Trasfigurazione di Nostro Signore di Giovanni Carobbio, indicata originariamente come opera di Gian Paolo Cavagna, che aveva eseguito anche le tele Predica di San Giovanni Battista, e la Sacra Famiglia, poste a fianco della tela maggiore.